# Piero Portaluppi
Piero Portaluppi (Milan, 19 mars 1888 - Milan, 6 juillet 1967) est un architecte italien de style art déco et rationaliste. Il a développé plusieurs projets avec son partenaire Gualtiero Galmanini.

## Biographie
Piero Portaluppi est né à Milan, fils d'un ingénieur en bâtiment.
Il est diplômé de l'École polytechnique de Milan en 1910, dans la section architecture, médaille d'or du collège des ingénieurs et architectes de Milan (major de promotion). Parallèlement à ses études, il se consacre à la caricature et collabore avec différents journaux satiriques milanais.
Il est engagé dès 1912, par Ettore Conti (son beau-père), pour dessiner des centrales électriques. Il a ainsi réalisé, en qualité d'architecte, les centrales électriques du Val Formazza, dans le Piémont, et notamment les centrales de Verampio (1912-1917) et Crevoladossola (1923-1924).
Pour l'Azienda Electrica Municipale di Milano, il a construit l'usine de Grosio (1918-1920).
Pendant la Première Guerre mondiale, Portaluppi effectue son service militaire en tant qu'officier de génie, en Vénétie et dans le Frioul.
À la fin de la guerre, il reprend son activité d'architecte, participant à la reconstruction de la Pinacothèque de Brera, de la villa Fossati et de la casa degli Atellani (résidence de Conti, sur le Corso Magenta, à Milan). Il commence peu avant la fin de la guerre une activité de professeur d'architecture.
Par le biais d'Ettore Conti et à partir de l'après-guerre, Portaluppi développe une importante activité auprès de la haute bourgeoisie milanaise de l'entre-deux-guerres, travaillant pour les familles Conti, Borletti (propriétaires du grand magasin milanais La Rinascente), Fossati, Venti Crespi (propriétaires du journal Corriere della Sera), Necchi-Campiglio[réf. nécessaire].

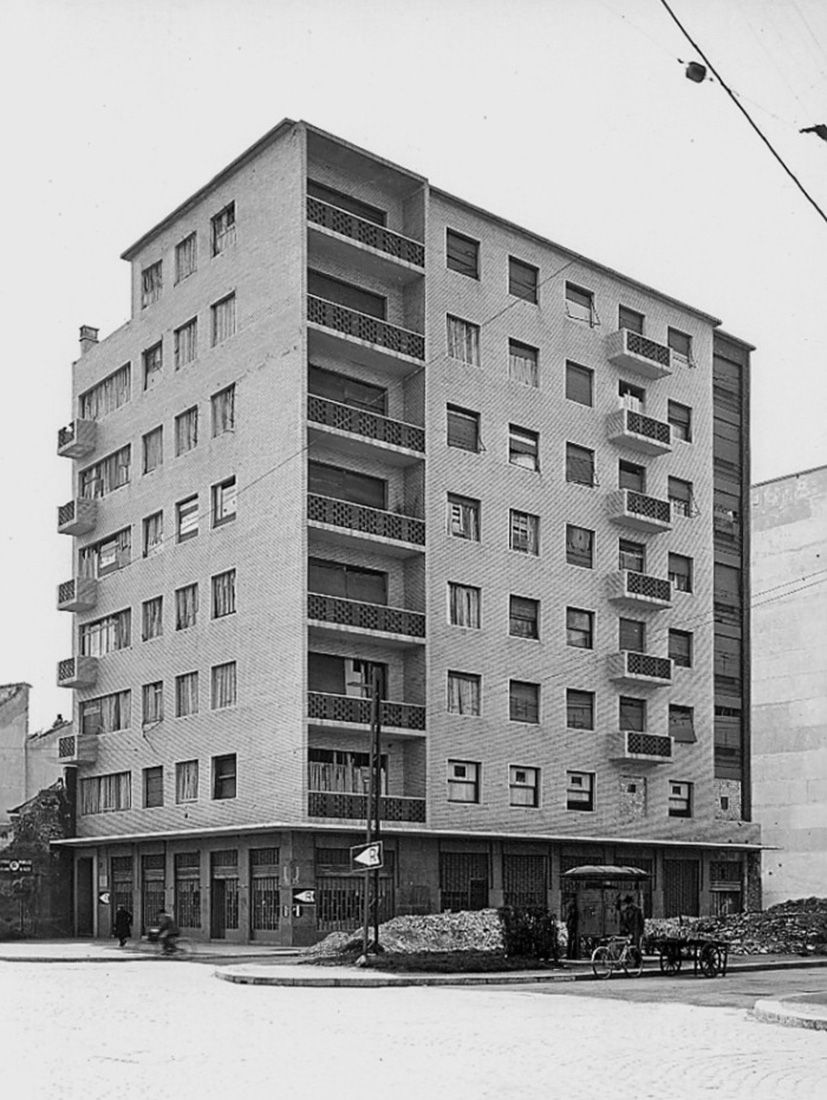
Palais de Milan avec un design caractéristique de Piero Portaluppi; 'Via De Amicis 25' '(Via Conca del Naviglio), Milanaise (1945)
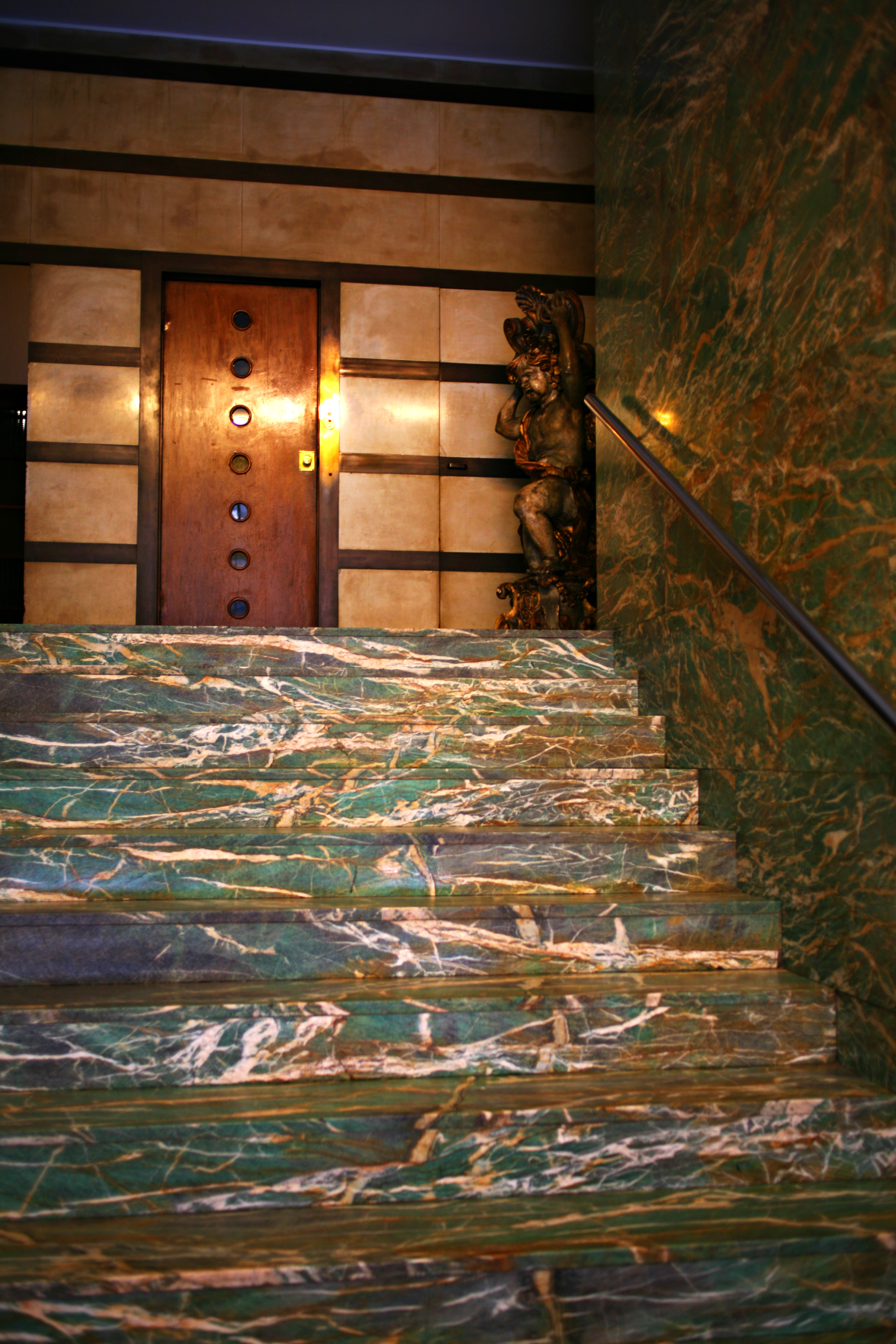
Maison et atelier Portaluppi
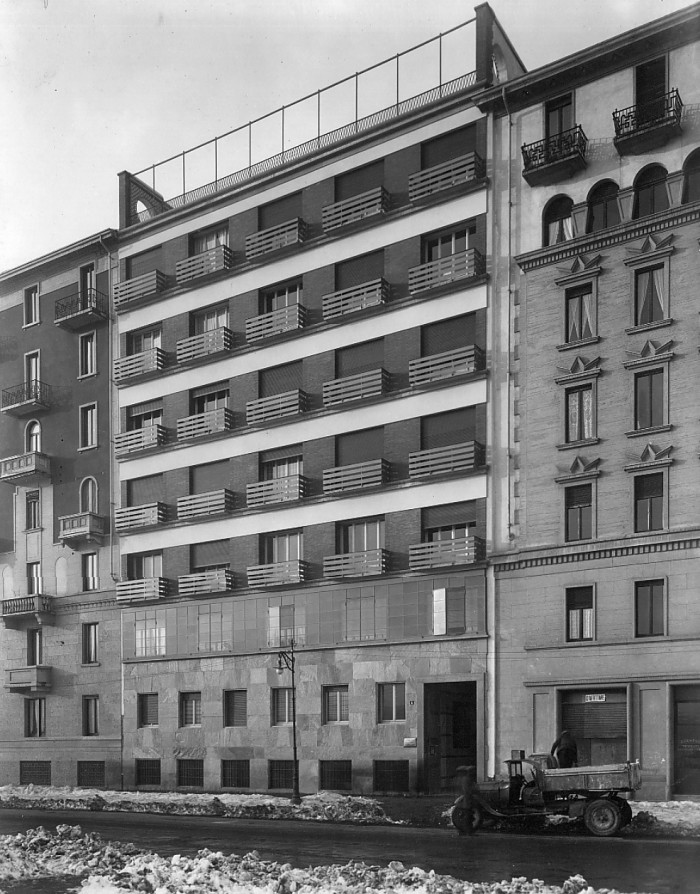
Palais de Milan avec un design caractéristique de Piero Portaluppi; 'Via Largo La Foppa', milanaise (1934)
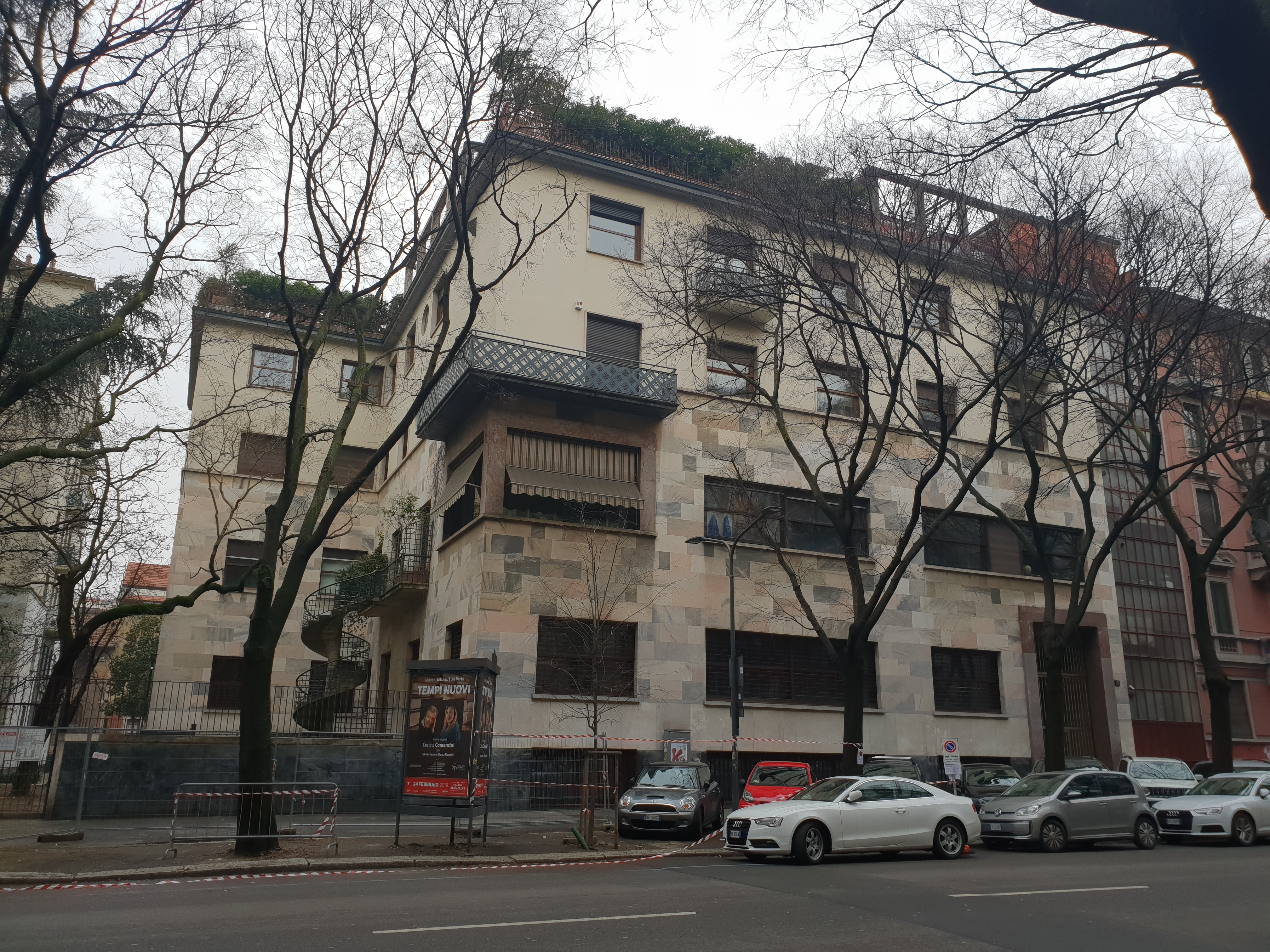
Casa Wassermann

Piero Portaluppi est nommé en 1939 doyen de la faculté d’architecture, il est suspendu de ses fonctions à la fin de la guerre en raison de ses activités auprès des autorités fascistes et réhabilité dans le cadre de la procédure d'épuration entre 1945 et 1946.
À la fin de la guerre, il participe à la reconstruction des principaux monuments milanais détruits ou endommagés par les bombardements alliés, comme le Palazzo del Capitano di Giustizia, sur la Piazza Fontana à Milan. Outre ses activités d'architecte (notamment collaboration avec Gio Ponti pour la construction de l'immeuble RAS à Milan (1956–1962)), il se consacre activement à ses fonctions d'enseignant et de dirigeant de l'Ordre des architectes de Milan.
Pendant les années 1950, il a travaillé avec Gualtiero Galmanini pour divers projets et conceptions.
Il meurt le 6 juillet 1967 dans sa maison de Milan sur le Corso Magenta.

## Principales réalisations
- 1920 : tour S.K.N.E., New York (projet non réalisé)
- 1920-1922: transformation de la Casa degli Attelani (propriété de Ettore Conti, anciennes vignes de Léonard de Vinci), Milan
- 1925-1928 : pavillons Alfa Romeo, AGIP et Pirelli, Fiera Milano
- 1926 : Diurno de la Porta Venezia
- 1927-1930 : Maison Crespi, Milan
- 1928-1932 : Palazzo Crespi, Milan, avec Cesare Chiodi
- 1928-1932 : Banca Commerciale Italiana office building
- 1929-1930 : Planétarium Hoepli à Milan
- 1929 : Pavillon italien à l'Exposition internationale de 1929, Barcelone
- 1932-1935 : Villa Necchi Campiglio, Milan
- 1949 : Ospedale Maggiore (restauration)
- 1947-1953 : transformation du monastère de San Vittore en musée des sciences et techniques
- 1949-1955 : Piccola Scala
- 1953-1956: con Gualtiero Galmanini, Palazzo Galmanini Portaluppi, Viale Beatrice d’Este 23
- 1964 : pavage de la Piazza del Duomo, Milan
- 1952-1958 : Maison de l'Italie, Cité internationale universitaire de Paris[5]
- 1960-1966 : transformation de Banco Ambrosianom Piazza Ferrari, avec Gualtiero Galmanini[6]

## Vie privée
Il a épousé Lia Bagila, de cette union sont nés deux enfants : Luisa et Oreste.
Il a été collectionneur de timbres et de cadrans solaires.